# Бойко Микола Корнійович
Микола Корнійович Бойко (нар.. 3 січня 1936, с. Вільна Слобода Червоного району (нині — Шосткинського району) Чернігівської області (нині Сумської області) — пом. 2019) — український історик, доктор історичних наук (1990), професор (1991).

## Біографія
Микола Бойко народився 1936 року в родині колгоспників у селі Вільна Слобода тодішнього Червоного району Чернігівської області (у 1963—2020 роках — Глухівського; а нині Шосткинського району, з 1939 року — Сумської області). Після закінчення школи у рідному селі із срібною медаллю навчався у Полтавському державному педагогічному інституті, який закінчив 1960 року.
Трудову діяльність Микола Бойко розпочав 1960 року учителем історії, пропрацювавши на цій посаді шість років. Науковою діяльністю почав займатись ще при навчанні у виші. 1968 року закінчив аспірантуру при Київському державному університеті імені Т. Г. Шевченка. Наступного року під керівництвом доктора історичних наук, професора Івана Шевченка захистив кандидатську дисертацію на тему: «Партийная и государственная деятельность Г. И. Петровского в период установления и укрепления Советской власти (ноябрь 1917—1920 гг.)». Здобув досвід викладацької діяльності. Згодом був призначений заступником декана історичного факультету. З липня 1971 по серпень 1974 р. обіймав посаду декана історичного факультету Полтавського педінституті. Також, у 1989—1990 роках очолював відповідний факультет у Чернігівському державному педагогічному інституті.
1990 року здобув ступінь доктора історичних наук, успішно захистивши дисертацію на тему: «Формирование и развитие рабочего класса Советской Украины (20–30-е
годы)». Того ж року обійняв посаду завідувача кафедри історії слов'ян, потім — професора кафедри історії слов'ян цього ж вишу. Наступного 1991 року колегія Міністерства освіти і науки СРСР за вагомий особистий внесок у розвиток історичної науки та організацію навчально-виховного процесу присвоїла Миколі Бойку вчене звання професора.
Також Микола Бойко за сумісництвом очолював кафедру суспільних дисциплін Чернігівського обласного інституту післядипломної педагогічної освіти. Учений активно впроваджував передовий педагогічний досвід та проводив наукові дослідження разом з учителями та учнями загальноосвітніх шкіл.

## Наукова діяльність
Розробив методику системного, багатомірного аналізу статистичних джерел і впровадив їх у практику конкретно-історичних досліджень соціального спрямування. Під його керівництвом працювала проблемна група, яка досліджувала соціально-демографічні процеси в Україні та її регіонах. Був провідним фахівцем з історії суспільно-політичного та економічного життя українського народу 1917–1930-х рр. та упровадження краєзнавчих аспектів до шкільного курсу вітчизняної історії.
Під час діяльності в Чернігівському національному педагогічному університеті імені Т. Г. Шевченка під науковим керівництвом Миколи Бойка захищена докторська та чотири кандидатські дисертації.
Був членом Спеціалізованої вченої ради з історичних наук при Чернігівському національному педагогічному університеті імені Т. Г. Шевченка.

### Наукові праці
- «Этническая история славян и этнокультурные связи народов Центральной и Восточной Европы». Чернігів, 1979 (у співавторстві);
- «История городов и сел Украинской ССР. Черниговская область». Київ, 1983 (у співавторстві);
- «Историография Великой Октябрьской социалистической революции на Украине». Київ, 1987 (у співавторстві);
- «Рабочий класс Украины в период строительства социализма (анализ массовых статистических источников 20–30-х гг.)». Київ, 1990;
- «Нариси історії Чернігівщини VIII—XIII ст.» Чернігів, 1997;
- «Україна на порозі XXI століття: актуальні питання історії». Київ, 1999 (у співавторстві);
- «Радянська індустріалізація» Чернігів, 2000;
- «Нариси історії Чернігівщини у 20–30-ті рр.» Чернігів, 2002;
- «Нариси історії Чернігівщини 1917—1921 рр.» Чернігів, 2007.

## Нагороди
- Заслужений працівник народної освіти України (1988),
- Нагрудний значок «Відмінник народної освіти УРСР» (1975)[1].

## Родина
- Дружина: Алла Бойко (нар.. 1939) — український вчений, педагог, доктор педагогічних наук (1991), професор (1992), член-кореспондент АПНУ (1995);
- Донька: Наталія Дем'яненко (нар.. 1963) — український вчений, педагог, доктор педагогічних наук (2000), професор (2002), завідувач кафедриНаціонального педагогічного університету імені М. П. Драгоманова.